# Dryświata
Dryświata (biał. Дрысвята / Друкша) – rzeka na Białorusi, na Pojezierzu Brasławskim, administracyjnie w obwodzie witebskim. Ma swoje źródło w jeziorze Dryświaty i uchodzi do rzeki Dzisnej we wsi Koziany.